# Cárlos Koller
Cárlos Koller V. (ur. 1 listopada 1890 w Angol) – chilijski kolarz szosowy, uczestnik Igrzysk Olimpijskich 1912.
Podczas Igrzysk Olimpijskich w Sztokholmie w 1912 roku brał udział w zawodach kolarskich. W jedynym rozegranym wyścigu na trasie o długości 196 mil w klasyfikacji indywidualnej zajął 58. miejsce z czasem 12:13:49.2. W klasyfikacji drużynowej, jako członek drużyny chilijskiej (wraz z Alberto Downeyem, Arturo Friedemannem i José Torresem) został sklasyfikowany na 9. pozycji.